# 1/2段情
《1/2段情》是1985年上映的一齣香港愛情電影，由陳國熹執導，盧冠廷、葉童和許冠英主演。本片入圍第22屆金馬獎及第5屆香港電影金像獎共七項提名，最終榮獲金馬獎最佳剪輯。

## 劇情
陸瑤瑤（葉童 飾）為了取得移民資格及讓家人過上好生活，準備嫁給富商何其堅（楊振耀 飾）。從外國歸來的年輕攝影師唐泰忠（盧冠廷 飾）夥拍友人經營製作公司，在他們的婚禮上負責拍攝工作，他看見新娘瑤瑤後甚為喜歡，欲展開追求。本性無拘無束的瑤瑤在婚後刻意改造自己來迎合大男人主義的丈夫，對他百般遷就，甚至可以啞忍他與舊情人相會。知悉二人婚姻不如意的唐泰忠介入了這段感情……

## 人物角色
- 盧冠廷 飾 唐泰忠
- 葉童 飾 陸瑤瑤
- 許冠英
- 楊振耀 飾 何其堅
- 黎安兒
- 羅浩楷
- 陳立品

## 電影歌曲

### 主題曲
| 歌名           | 演唱者 | 作曲   | 填詞   |
| 〈快樂老實人〉 | 盧冠廷 | 盧冠廷 | 唐書琛 |

### 插曲
| 歌名               | 演唱者 | 作曲   | 填詞   |
| 〈世事何曾是絕對〉 | 盧冠廷 | 盧冠廷 | 唐書琛 |

## 獎項
| 年份 | 頒獎典禮            | 獎項         | 獲提名                                                | 結果 |
| ---- | ------------------- | ------------ | ----------------------------------------------------- | ---- |
| 1985 | 第22屆金馬獎        | 最佳攝影     | 林亞杜                                                | 提名 |
| 1985 | 第22屆金馬獎        | 最佳剪輯     | 蔣國權                                                | 獲獎 |
| 1986 | 第5屆香港電影金像獎 | 最佳攝影     | 林亞杜                                                | 提名 |
| 1986 | 第5屆香港電影金像獎 | 最佳剪接     | 蔣國權、吳鋒霖                                        | 提名 |
| 1986 | 第5屆香港電影金像獎 | 最佳美術指導 | 張叔平                                                | 提名 |
| 1986 | 第5屆香港電影金像獎 | 最佳音樂     | 盧冠廷                                                | 提名 |
| 1986 | 第5屆香港電影金像獎 | 最佳電影歌曲 | 〈快樂老實人〉 主唱：盧冠廷 作曲：盧冠廷 填詞：唐書琛 | 提名 |

## 外部連結
- 香港影庫上《1/2段情》的資料（繁體中文）
- 開眼電影網上《NG慢半拍》的資料（繁體中文）
- 时光网上《NG慢半拍》的資料（简体中文）
- 豆瓣电影上《1/2段情》的資料 （简体中文）
- 互联网电影数据库（IMDb）上《1/2段情》的资料（英文）
- AllMovie上《1/2段情》的资料（英文）